# (3561) Devine
(3561) Devine (1983 HO) – planetoida z grupy pasa głównego asteroid okrążająca Słońce w ciągu 7,9 lat w średniej odległości 3,96 j.a. Odkrył ją Norman G. Thomas 18 kwietnia 1983 roku.